# Bambylor
Bambylor, auch in der Schreibweise Bambilor bekannt, ist eine städtische Gemeinde (commune) im Département Rufisque der Metropolregion Dakar, gelegen im zentralen Westen Senegals.

## Geographische Lage
Bambylor liegt im Binnenland der Cap-Vert-Halbinsel. Von der Stadtmitte nach Nordwesten sind es etwa acht Kilometer bis zur Grande-Côte und fünf Kilometer bis zum touristisch bedeutsamen Salzsee Lac Rose, der von der Atlantikküste durch die Küstendünen getrennt ist. Nach Südwesten sind es über Sangalkam 13 Kilometer ins Stadtzentrum von Rufisque. Die Hauptstadt Senegals Dakar liegt etwa 30 Kilometer südwestlich von hier. Das Stadtgebiet hat eine Fläche von 64,51 km² und umfasst neben dem namensgebenden Hauptort weitere umliegende Ortschaften. Benachbarte Kommunen sind im Uhrzeigersinn Diender und Keur Moussa im Osten, Diamniadio und Sangalkam im Süden, und von Westen bis Norden zieht sich die Grenze zu Tivaouane Peulh-Niaga.

## Geschichte
Seit 1984 umfasste die Landgemeinde communauté rurale de Sangalkam den ganzen Norden des Département Rufisque und damit auch die Ortschaft Bambylor. Im Jahr 2011 erhielt der Hauptort Sangalkam den Status einer städtischen Gemeinde (commune) und wurde so von seinem Umland verwaltungsmäßig getrennt. Aus einem großen Teil des Umlandes wurde für folgende 18 Dörfer (villages) die communauté rurale de Bambylor geschaffen, benannt nach dem neuen Hauptort, der fünf Kilometer nordöstlich von Sangalkam liegt:
1. Bambilor
2. Diacksao
3. Déni Biram Ndao Nord
4. Déni Biram Ndao Sud
5. Déni Guédji Sud
6. Kaniack
7. Keur Ndiaye Lô
8. Keur Daouda Sarr
9. Kounoune
10. Kounoune Ngalap
11. Mbeuth
12. Mbèye
13. Niakhirate Peulh
14. Ngendouf
15. Gorom 1
16. Gorom II
17. Gorom III
18. Wayambame

Im Jahr 2014 erhielt Bambylor, wie in Senegal alle communautés rurales, den landesweit einheitlichen Status einer Gemeinde (commune). Die bevölkerungsstarken Ortschaften westlich und südlich von Sangalkam wurden im Jahr 2021 von der Kommune Bambylor getrennt und wieder dem näher gelegenen Sangalkam zugeordnet.

## Bevölkerung
Die letzten Volkszählungen ergaben jeweils folgende Einwohnerzahlen:
| Jahr | Einwohner |
| ---- | --------- |
| 2002 | …         |
| 2013 | 44.962    |
| 2023 | 61.100    |

## Verkehr
Durch die Stadt führt die seit 2012 als Nationalstraße klassifizierte N 8. Sie beginnt in Rufisque und verbindet die Ortschaften der Niayes im fruchtbaren Hinterland der Küstendünen miteinander. Sie hält bis Mboro einen Abstand von vier bis sechs Kilometer von der Küstenlinie der Grande-Côte ein und endet in Saint-Louis.